# Хилл, Лив
Лив Хилл (англ. Liv Hill, род. 22 июня 2000 года, Хаверфордуэст, Уэльс) — британская актриса, наиболее известна участием в сериалах «Три девочки» (2017), «Великая» (2020) и «Королева змей» (2022), а также в фильмах «Медуза» (2018) и «Новорождённый» (2018). В 2024 году отметилась ролью в мини-сериале Альфонсо Куарона «Все совпадения неслучайны».

## Биография
Родилась в Хаверфордуэсте, Уэльс, в семье армейского офицера. Из-за рода деятельности отца семья Хилл часто переезжала с места на место: в разные годы они жили в Кардиффе, Оксфорде, Ноттингеме, а также в Германии прежде чем окончательно не обосновались в Дербишире, когда Лив было 9 лет. С 15 лет Хилл начала выступать в актёрской студии Talent 1st в Ноттингеме.

### Карьера
В 2017 году Хилл была номинирована на премию BAFTA как «Лучшая актриса второго плана» за свою дебютную роль в мини-сериале Би-би-си «Три девочки», чей сценарий был основан на рочдейлском деле о сексуальном насилии над детьми. В 2018 году Хилл получила роль в фильме режиссера Джеймса Гарднера «Медуза», получив премию BIFA «Самый многообещающий новичок» за роль молодой сиделки Сары. В том же году она сыграла Еву в пятом эпизоде сериала «Обрывки: моменты из жизни женщин», в котором также участвовала Джоди Комер.
В 2022 году Хилл исполнила роль молодой Екатерины Медичи в телесериале «Королева змей». Два года спустя она поучаствовала в съёмках в мини-сериала Альфонсо Куарона «Все совпадения неслучайны».

## Фильмография
| Год  |    | Русское название                 | Оригинальное название                | Роль                                   |
| ---- | -- | -------------------------------- | ------------------------------------ | -------------------------------------- |
| 2017 | с  | Три девочки                      | Three Girls                          | Руби Боуэн                             |
| 2018 | ф  | Отрывки: Моменты из жизни женщин | Snatches: Moments from Women’s Lives | Ева                                    |
| 2018 | ф  | Медуза                           | Jellyfish                            | Сара                                   |
| 2018 | ф  | Новорождённый                    | The Little Stranger                  | Бетти                                  |
| 2018 | ф  | Драка                            | The Figh                             | Джордан                                |
| 2018 | тф | Элизабет пропала                 | Elizabeth is Missing                 | молодая Мод                            |
| 2020 | с  | Великая                          | The Great                            | Анджелина (эпизод: «Angeline»)         |
| 2022 | с  | Королева змей                    | The Serpent Queen                    | молодая Екатерина Медичи (10 эпизодов) |
| 2024 | с  | Все совпадения неслучайны        | Disclaimer                           | Саша                                   |